# La società dei gatti assassini
La società dei gatti assassini (Felidae) è un romanzo del 1989 dello scrittore tedesco di origine turca Akif Pirinçci. È il primo libro della serie Felidae.

## Trama
La storia è narrata in prima persona dal protagonista.
Francis è un micio giovane, molto curioso e amante dell'avventura. Ha un padrone di nome Gustav che per mestiere scrive racconti per riviste femminili, ma la cui grande ambizione è comporre ponderosi volumi di archeologia. In comune con Francis, anche se Gustav non lo sa, ha la passione per la filosofia, l'arte e i vecchi film.
I due si vogliono molto bene, anche se a modo loro. Niente fronzoli, niente smancerie. Francis sa sempre trovare i mille difetti di Gustav, è impietoso con il suo padrone. Gustav è una persona molto sola, facile preda di mille entusiasmi che poi invariabilmente abbandona perché incapace di seguirli, è uno sconfitto e Francis costituisce tutta la sua famiglia.
La storia comincia quando Gustav e Francis arrivano nella loro nuova casa. Si tratta di una cadente villetta abbandonata a tre piani, di cui loro occuperanno il pianterreno, e dall'aspetto decisamente malandato. Francis, col suo potente olfatto, sente subito che ci sono in giro odori strani. Oltre a quelli di marcio, deiezioni di topi e gatti e schifezze varie, c'è anche un sottofondo di odori di sostanze chimiche, come quando si entra in ospedale o in farmacia. Gustav non nota nulla, per lui quella è la sua splendida casa nuova e tutto ciò a cui pensa è cercare di sistemarla (ovviamente con esiti fallimentari).
Francis invece decide di esplorare l'ambiente. E il primo gatto con cui fa conoscenza è un personaggio assai curioso. Si chiama Barbablù, è un tipo riservato e di poche parole, un maine con di un colore indefinibile, privo di un occhio, di una zampa posteriore e con la coda tranciata. Ma che razza di incidente può averlo ridotto così? Barbablù racconta a Francis alcuni inquietanti avvenimenti di quel posto. Pare che qualcuno ultimamente si diverta a uccidere i gatti. Non tutti i gatti, solo quelli in amore. Le vittime vengono sempre ritrovate con profonde ferite alla nuca, ferite che appaiono provocate da morsi, e questo fa capire a Francis che quasi sicuramente sono stati uccisi da altri gatti, e non dagli umani come sostiene Barbablù. Ma perché?
Francis analizza le ultime vittime, un giovane micio e un gatto più anziano, di nome Profondo Rosso, che prima di morire ha avuto la forza di trascinarsi fino a casa. Ha anche modo di conoscere Kong, un grosso sacro di Birmania, rozzo e attaccabrighe boss del quartiere, e i suoi scagnozzi Hermann e Hermann.
Questi avvenimenti, uniti allo stato miserevole della casa in cui vive, portano a Francis molti incubi. Una notte il micio si sveglia sentendo dei rumori inquietanti provenire dal piano di sopra. Incapace di tenere a freno la propria curiosità, Francis va a vedere cosa accade, e scopre che proprio sopra la sua testa si sta tenendo una misteriosa cerimonia di gatti. Al centro un gatto bianco di nome Jocker funge da sacerdote, mentre tutti gli altri mici del quartiere (compreso Barbablù) intonano una nenia lamentosa inneggiando a un certo martire Claudandos e saltando su fili elettrici scoperti per provocarsi volontario dolore. Sembrano tutti invasati e Francis non impiega molto a decidere che evidentemente sono loro, in qualche rituale degenerato alla follia, a provocare le morti degli ultimi giorni. Ma il protagonista si fa sorprendere e, inseguito dagli adepti, fugge sui tetti.
Nella sua fuga, Francis finisce col trovare scampo in una casa. Qui c'è una bellissima gatta, una blu di Russia di nome Felicitas. Lei è cieca, fin da quando era molto piccola, ma ha buon udito e ha ascoltato i delitti. Racconta a Francis di aver udito qualcuno che parlava con le vittime prima di ucciderle, come se volesse convincerle di qualcosa (a non accoppiarsi? O a non accoppiarsi con un determinato gatto?) ma è certa che gli adepti di Claudandos siano innocenti. Le cerimonie sono un mezzo dei gatti della zona per sfuggire alla noia, nulla di più. Secondo il mito Claudandos è un gatto che in vita ha molto sofferto, che ha subito grandi torture al punto di innalzare una preghiera per esserne liberato. E il Signore, ascoltando le sue suppliche, ha sconfitto il mostro che lo torturava e ha portato Claudandos in cielo. Tutto qui!
In quella giunge Barbablù, che ancora stava seguendo l'amico: Francis aveva frainteso tutto, loro non volevano fargli del male ma solo spiegargli cosa stavano facendo. Barbablù porta Francis dal gatto saggio del quartiere. Si tratta dell'anziano Pascal, gatto nero e molto colto. Il suo padrone è uno scienziato ricco e amante dello stile. Ha una casa che pare un museo, una biblioteca scientifica fornitissima e un grande quadro raffigurante il suo idolo: Mendel, l'uomo che scoprì la genetica. Francis non ricorda chi sia quel Mendel, dal momento che si tratta di un monaco giunge alla conclusione che lo scienziato sia semplicemente un tipo religioso. Il padrone di Pascal è spesso via, e durante le sue assenza il gatto ha avuto modo di imparare moltissime cose, anche l'utilizzo del computer. Francis sente che Pascal è uno spirito a lui molto affine e immediatamente ne diventa amico. I due decidono di indagare insieme sui delitti. Il gatto nero gli mostra i suoi lavori al computer: uno studio sui felini e un vasto database che cataloga tutti i gatti vissuti in zona negli ultimi otto anni. Comprese anche le ultime morti. E Pascal sta appunto aggiornandolo aggiungendo l'ultima vittima: Felicitas! La gatta è stata uccisa proprio subito dopo che Francis l'aveva lasciata.
Incredulo, Francis si precipita a casa della blu di Russia per scoprire il suo padrone disperato e la gatta col collo spezzato. Sconvolto, Francis giura vendetta. La sua tesi dei gatti che vengono uccisi quando sono in calore, affinché non si riproducano, regge ancora: Felicitas è stata uccisa perché testimone. Ed è stato proprio Francis a condurre da lei i suoi assassini. Ma perché qualcuno vuole impedire ai gatti di accoppiarsi?
Per distrarsi quella notte Francis decide di andare a caccia di topi nelle cantine di casa sua. E Trova qualcosa. Delle carte abbandonate tra cui un diario. Il diario del professor Julius Preterius.
Julius Preterius era un ricercatore che otto anni prima aveva operato in quella villetta. Lì lui aveva il suo laboratorio. Preterius stava cercando, per conto di una casa farmaceutica, un prodotto che servisse a cicatrizzare rapidamente le ferite. Gli esperimenti erano condotti sui gatti. I felini venivano tagliati e poi cosparsi con questa sostanza. Ma tale sostanza non pareva funzionare mai, spesso anzi finiva col corrodere completamente i tessuti delle cavie che poi dovevano essere abbattute. Un giorno un giovane gatto randagio si era ritrovato davanti a quelle porte e Preterius l'aveva adottato. Inevitabilmente aveva finito con l'usare anche lui come cavia e, strabiliante, su quel gatto la sostanza funzionava. Ma solo su di lui. Il gatto era stato chiamato Claudandus, che vuol dire "colui che dev'essere chiuso". Infatti il micio, come gli altri animali da laboratorio, veniva tenuto chiuso in una gabbia. Le cose per Preterius andavano sempre peggio, non vedendo risultati la casa farmaceutica gli aveva tagliato i fondi, al punto che lui aveva cominciato a rapire i gatti del vicinato per procurarsi nuove cavie, i suoi collaboratori l'avevano abbandonato e lui era scivolato nella follia. Gli esperimenti sugli animali, e su Claudandus in particolare, erano sempre più crudeli. Una sera, mentre rimetteva il gatto -ormai ridotto a un ammasso di cicatrici- nella sua gabbia, Preterius vide che Claudandus aveva uno sguardo nuovo, disperato "come se avesse perso l'innocenza". Poco dopo Claudandus gli aveva parlato, e l'ultima pagina del diario è un folle delirio sui gatti che vanno liberati e sulla cerimonia della consegna del Nobel.
Francis non fa in tempo a riflettere sulle scoperte, sul fatto che Claudandus è esistito davvero e che tutti i gatti malandati o mutilati che ha visto (inclusi Barbablù e Felicitas) sono reduci di orribili esperimenti, perché viene aggredito da Kong che gli confessa di essere l'assassino, minaccia di ucciderlo e lo obbliga alla fuga. I gatti finiscono in un giardino e scoprono un'altra vittima, la siamese Solitaire, anche lei con la nuca sfondata e i gattini che portava in grembo ormai morti. Solitaire era la compagna di Kong, e il rozzo micione pare sconvolto per questa scoperta. Evidente che lui non è l'assassino, ma solo uno sbruffone. Ma ecco che scorgono qualcuno, un gatto, che si nasconde e fugge. Lo inseguono, ma solo Francis riesce a pedinarlo. Che sia lui l'assassino?
Francis segue il misterioso gatto fin sottoterra, dove in curiose catacombe medievali, lo trova. Si tratta di un persiano sporco e arruffato di nome Isaia.
In fondo alle catacombe c'è una sala, con un altare, e le nicchie votive sono piene di gatti morti e scheletri di gatti. Questo sembra accusare il persiano, ma Isaia è innocente, sebbene la sua vita sia alquanto strana.
Dalle sue parole Francis comprende che Isaia è un'altra vittima sfuggita dal terribile laboratorio di Preterius. Una volta scappato ha trovato rifugio in quelle catacombe, dove è stato accolto da Jocker che all'epoca era un randagio e aveva solo visto dall'esterno gli orrori del laboratorio. Jocker era stato il primo a cominciare a parlare di Claudandus e aveva lasciato Isaia in quel luogo sinistro intimandogli di fare il guardiano dei morti. Infatti di lì a poco nelle catacombe venivano lasciati gatti assassinati, a quanto pare dallo stesso Claudandus. Isaia non lo vedeva mai, ma aveva l'ordine categorico di occuparsi dei gatti morti vegliando e portando fiori, e di non lasciare mai le catacombe. Da qualche settimana però non gli vengono più portati gatti, e Isaia temendo di essere stato dimenticato, s'è azzardato a uscire.
Francis comprende che Isaia è stato vittima di un raggiro, capisce anche che gli omicidi vanno avanti da molti anni, e solo da poco l'assassino ha cominciato a svelarsi non nascondendo più le vittime. Capisce pure che Jocker deve sapere qualcosa: lui è l'unico che conservi memoria di Claudandus vivo!
Il mattino porta a Francis una sorprendente novità: una splendida gatta dal pelo color sabbia e gli occhi ammaliatori intona un irresistibile canto d'amore per lui. La gatta è molto misteriosa e non vuole rivelare il suo nome, dice di essere di una razza antica e nuova. Barbablù ne ha visti altri come lei. Sono gatti apparsi da pochi anni nel quartiere, ma stanno sempre per conto loro senza dare confidenza agli altri.
Proseguendo le indagini assieme a Pascal (che oltre ad essere anziano ha anche un male incurabile, un tumore all'intestino che secondo il veterinario non gli lascia ancora che pochi mesi di vita), Francis scopre che negli ultimi otto anni le vittime devono essere circa 450! Jocker viene cercato dal suo padrone, che ha un negozio di porcellane dove si vendono quelle orribili statue a forma di gatto, ma non viene trovato? Fuggito? È forse un'ammissione di colpevolezza?
Francis e Pascal convocano in riunione tutti i gatti del quartiere per comunicare le loro scoperte, comprese quelle del laboratorio di Preterius. Molti di loro erano stati sue vittime ma l'avevano dimenticato perché all'epoca erano piccoli. Il ricordo delle sofferenze subite provoca grande commozione in tutti i gatti. La riunione si scioglie e tutti tornano a casa. Ma Francis non è ancora convinto. È la notte di Natale e lui vuole passarla con Gustav, che senza di lui resterebbe solo.
Prima però vuole cercare meglio Jocker, perché non riesce a spiegarsi la sua colpevolezza. Che motivo avrebbe avuto? Perché uno che ha visto i propri simili soffrire tanto dovrebbe poi volerli uccidere? Il gatto si reca allora al negozio di porcellane e qui, nel magazzino, tra le statue di gatti, c'è anche Jocker. Morto e perfettamente mimetizzato tra i fragili oggetti. Un morso sulla nuca e nulla più, quindi è stato qualcun altro a ucciderlo. Ma lui doveva essere consapevole e consenziente, altrimenti almeno uno dei fragili manufatti che si affollano attorno a lui sarebbe caduto.
Francis torna a casa: Gustav ha festeggiato da solo e si è addormentato su un libro di archeologia e qui un'illustrazione colpisce il protagonista. Un dipinto dell'antico Egitto che raffigura un gatto, un gatto identico alla sua misteriosa amante. E d'un tatto Francis ricorda anche qualcos'altro. Quel Mendel... sì, chi era? basta consultare l'enciclopedia di Gustav per saperlo. Genetica, sì... qualcuno che sta applicando la genetica sui felini. E il nome del padrone di Pascal, dove l'ha già visto? Ma certo, nel diario di Preterius! Come un lampo la verità colpisce Francis: ora lui sa chi è l'assassino e perché ha fatto tutto. E corre a casa sua.
Francis non ci mette molto a scoprire sul computer del colpevole tutti i dati che lo incriminano. È tutto presente nel suo database, compreso l'elenco dei gatti del quartiere e la loro fine. Sì, perché l'assassino è Pascal. Lui è Claudandos, il gatto sul quale Preterius si era accanito con i suoi crudeli esperimenti. Ed è lo stesso Pascal/Claudandus a confessare. Perché l'assassino non nascondeva più le vittime? Perché era invecchiato e non ce la faceva più a trascinarle fino alle catacombe! Ma cos'era successo davvero a Claudandus? Perché da vittima si era trasformato in carnefice?
Quando lui era arrivato da Preterius era un gatto randagio giovane e ottimista, che amava la vita, amava correre tra i prati, cantare al chiar di luna e corteggiare le gattine, e vedeva tutto in rosa. Scoprire cosa accadeva in quel laboratorio lo aveva sconvolto, ma man mano che subiva sulla propria pelle quelle torture qualcosa era cambiato in lui. La sofferenza era diventata odio. Una sera, non potendone più, aveva deciso di parlare a Preterius, ormai folle, contravvenendo alla legge che vieta categoricamente agli animali Inviolati di parlare con gli umani Impuri. Lui invece gli aveva parlato con parole umane, l'aveva convinto a farlo uscire dalla gabbia, quindi l'aveva ucciso azzannandolo alla gola. Aveva liberato gli altri gatti ed era svenuto. Il giorno dopo era stato ritrovato dal suo attuale padrone, che era stato uno dei collaboratori di Preterius. Era stato curato ed era guarito. Ma solo nel corpo, non nello spirito. Dentro di sé aveva cominciato a elaborare un piano: creare una razza di gatti nuova, ma antica, una razza di gatti primordiale, selvatica come quella che ancora dominava nell'antico Egitto, che un giorno si sarebbe ribellata all'uomo cancellandolo dalla faccia della Terra. L'unico che l'aveva appoggiato era stato Jocker, che poi gli aveva chiesto di ucciderlo per paura di essere scoperto da Francis e tradire la causa.
I gatti erano stati selezionati in base a caratteristiche ottimali, e quelli non selezionati che cercavano di accoppiarsi o di avere cuccioli con quelli della nuova razza, la cui purezza doveva essere mantenuta perché il progetto avesse successo, venivano uccisi. Ai gatti della nuova razza veniva insegnato a non mescolarsi con gli altri gatti e a odiare gli uomini. Avrebbero dovuto solo fingersi dolci e amorevoli con loro fino al giorno della vendetta.
Ma ora Pascal è anziano e malato, non gli resta molto da vivere, e desidera che Francis, con la sua intelligenza, raccolga la sua eredità, che porti avanti il suo progetto di vendetta.
Francis non ci sta, lui non vuole prendere parte a questa follia, non vuole uccidere i suoi simili, ma soprattutto sa che ci sono anche uomini buoni. Come Gustav, per esempio, il cui amore per il felino è sincero e incondizionato, e ampiamente ricambiato.
Pascal s'infuria e aggredisce Francis, ma nella colluttazione il computer cade in terra e le scintille appiccano un incendio. Pascal viene colpito mortalmente e spira. Nella vita di Pascal/Claudandus c'è stata tantissima sofferenza, lui non riusciva a vedere il bene, solo il buio. Ma non era sempre stato così, lui una volta era un gatto buono, che amava la vita, è stato l'uomo a cambiarlo e a fargli perdere la sua innocenza.
La storia si conclude con Francis che torna a casa ferito e viene curato con amore da Gustav; la nuova razza (inclusa la bella ammaliatrice incontrata da Francis), rimasta senza capo, perde il suo alone di mistero e si mescola finalmente agli altri gatti e Isaia viene convinto ad abbandonare le tetre catacombe e lo affidano alle amorevoli cure di un oste.
Francis finisce di meditare sulla triste sorte di Pascal, torturato al punto da perdere l'innocenza. Quell'innocenza che tutti gli animali hanno e che gli uomini hanno perduto. Ma se è vero che anche gli uomini in fondo sono animali, allora un po' d'innocenza debbono averla anche loro. Ed è in quella che Francis spera per poter vivere tutti insieme, in pace.

## Opere derivate
Dal libro è stato tratto nel 1994 il film d'animazione Felidae.

## Edizioni in italiano
- Akif Pirinçci, La società dei gatti assassini, traduzione di Marina De Napoli Cocci, Milano: A. Mondadori, 1990